# Back to Reality
Back to Reality è il quinto album in studio del gruppo musicale statunitense Slaughter, pubblicato il 29 giugno 1999 dalla CMC International. È stato registrato con il chitarrista Jeff Blando in sostituzione di Tim Kelly.

## Tracce
Tutte le canzoni sono state composte dagli Slaughter.
1. Killin' Time – 3:58
2. All Fired Up – 4:32
3. Take Me Away – 4:04
4. Dangerous – 3:48
5. Trailer Park Boogie – 3:15
6. Love Is Forever – 6:00
7. Bad Groove – 3:32
8. On My Own – 5:01
9. Silence of Ba – 2:36
10. Headin for a Dream – 4:56
11. Nothin' Left to Lose – 3:42
12. Shuffling – 2:21

Traccia bonus dell'edizione giapponese
1. Sbabaco – 3:52

## Formazione
- Mark Slaughter – voce, chitarra ritmica, tastiere
- Jeff Blando – chitarra solista, cori
- Dana Strum – basso, cori
- Blas Elias – batteria, cori